# Hemaris fuciformis
Hemaris fuciformis, được gọi là the Broad-bordered Bee Hawk-moth, là một loài bướm đêm thuộc họ Sphingidae. Nó được tìm thấy ở Bắc Phi, châu Âu (ngoại trừ miền bắc Scandinavia) và miền trung và Đông Á.

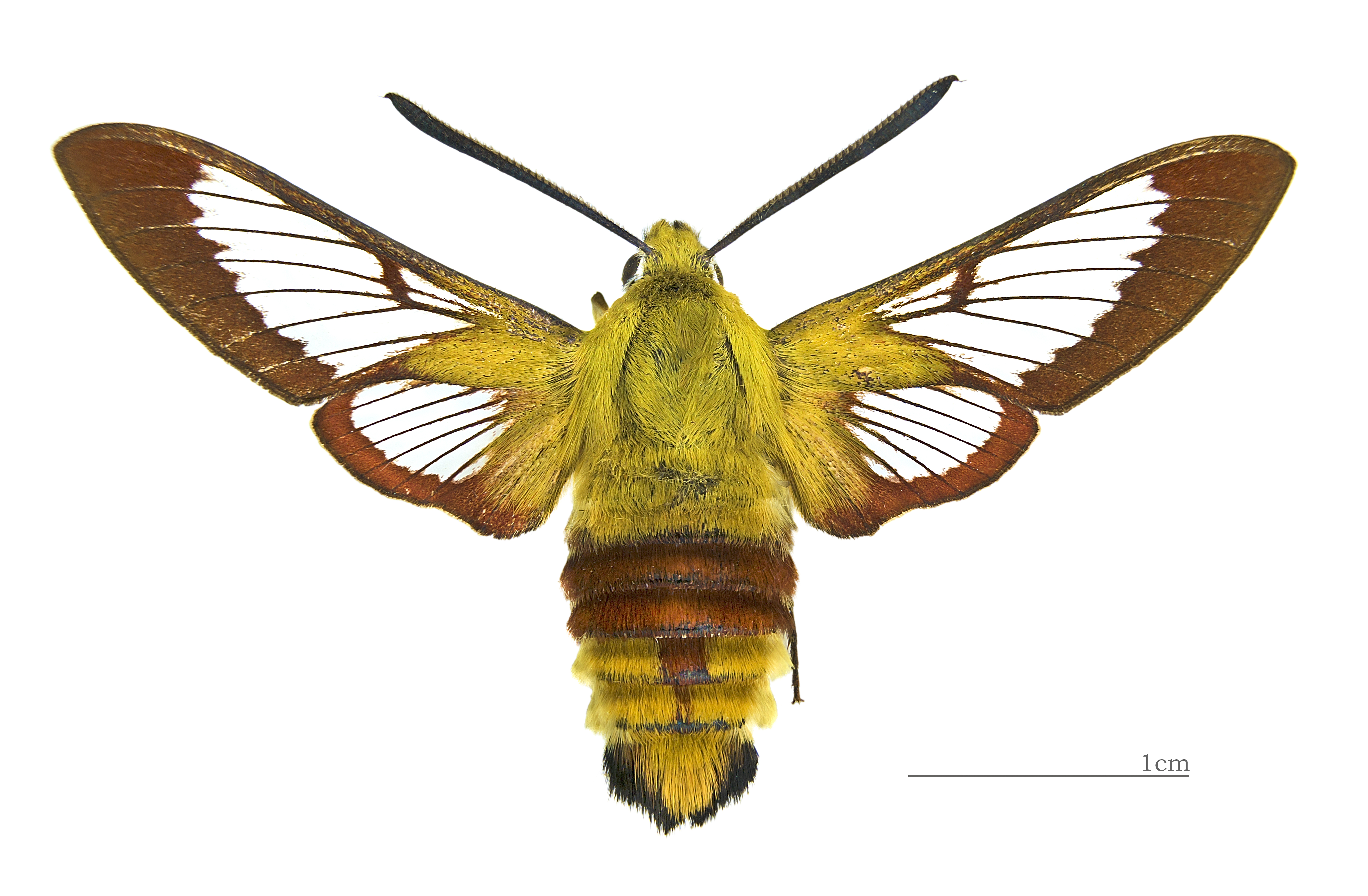
♂
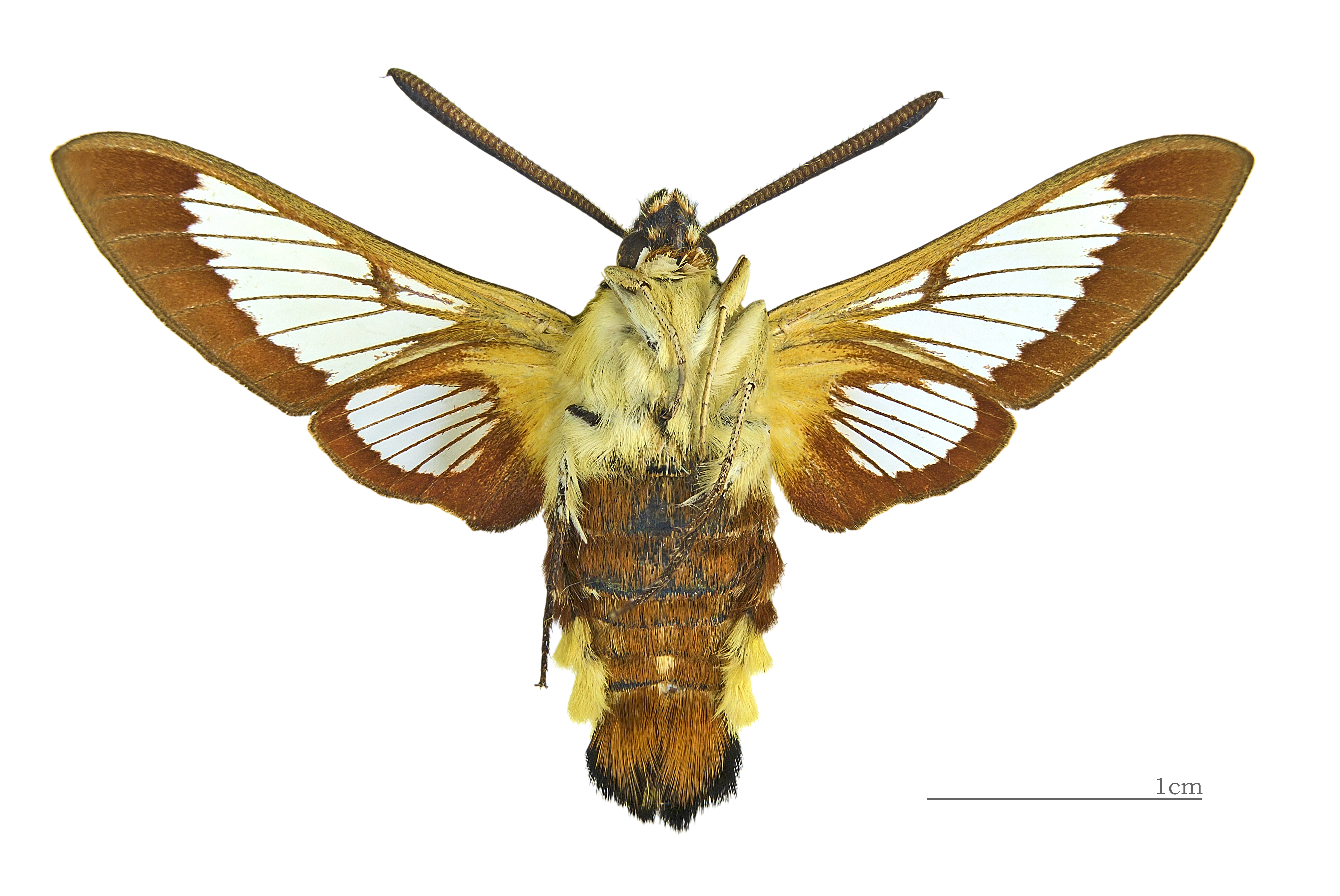
♂ △
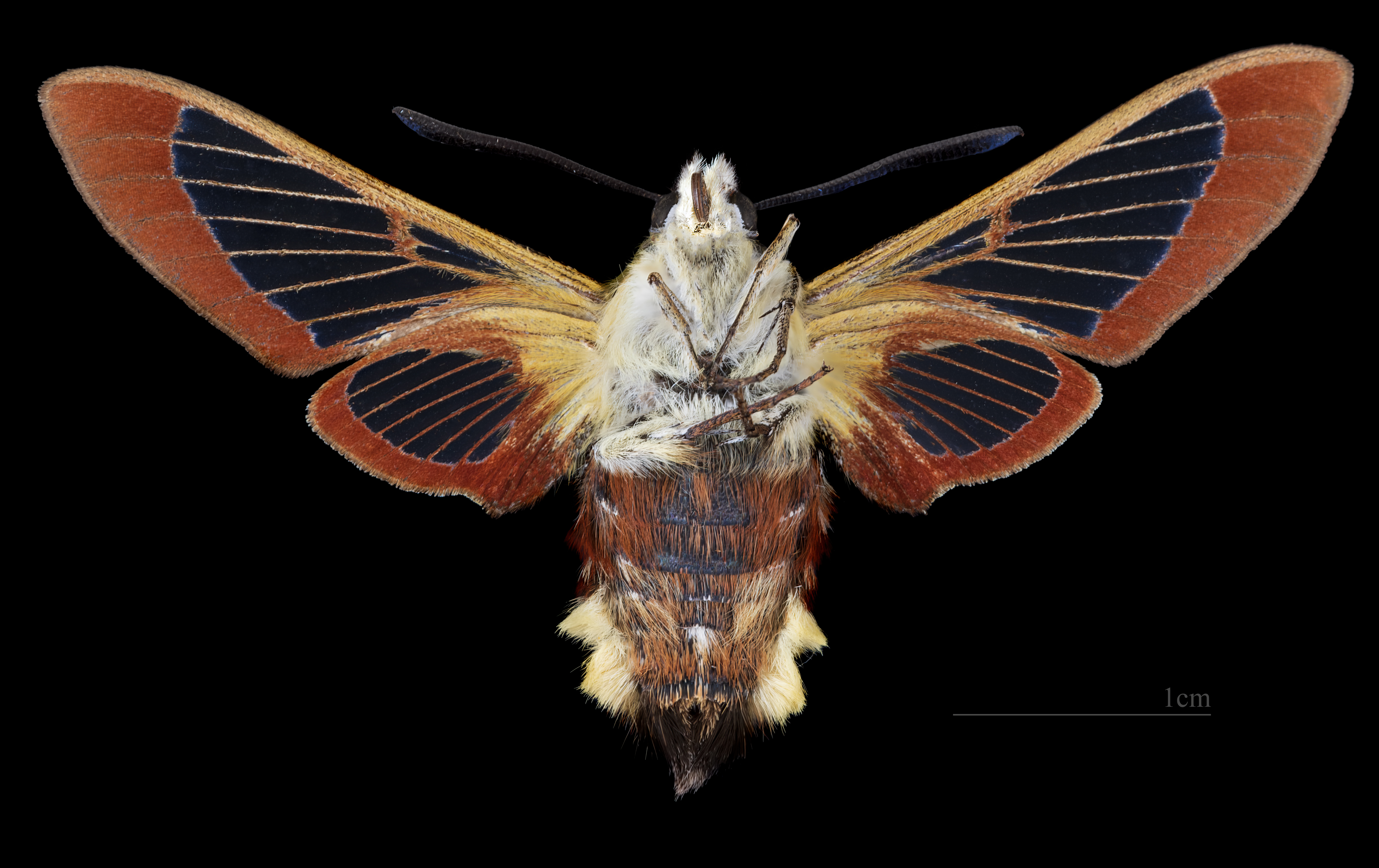
♀
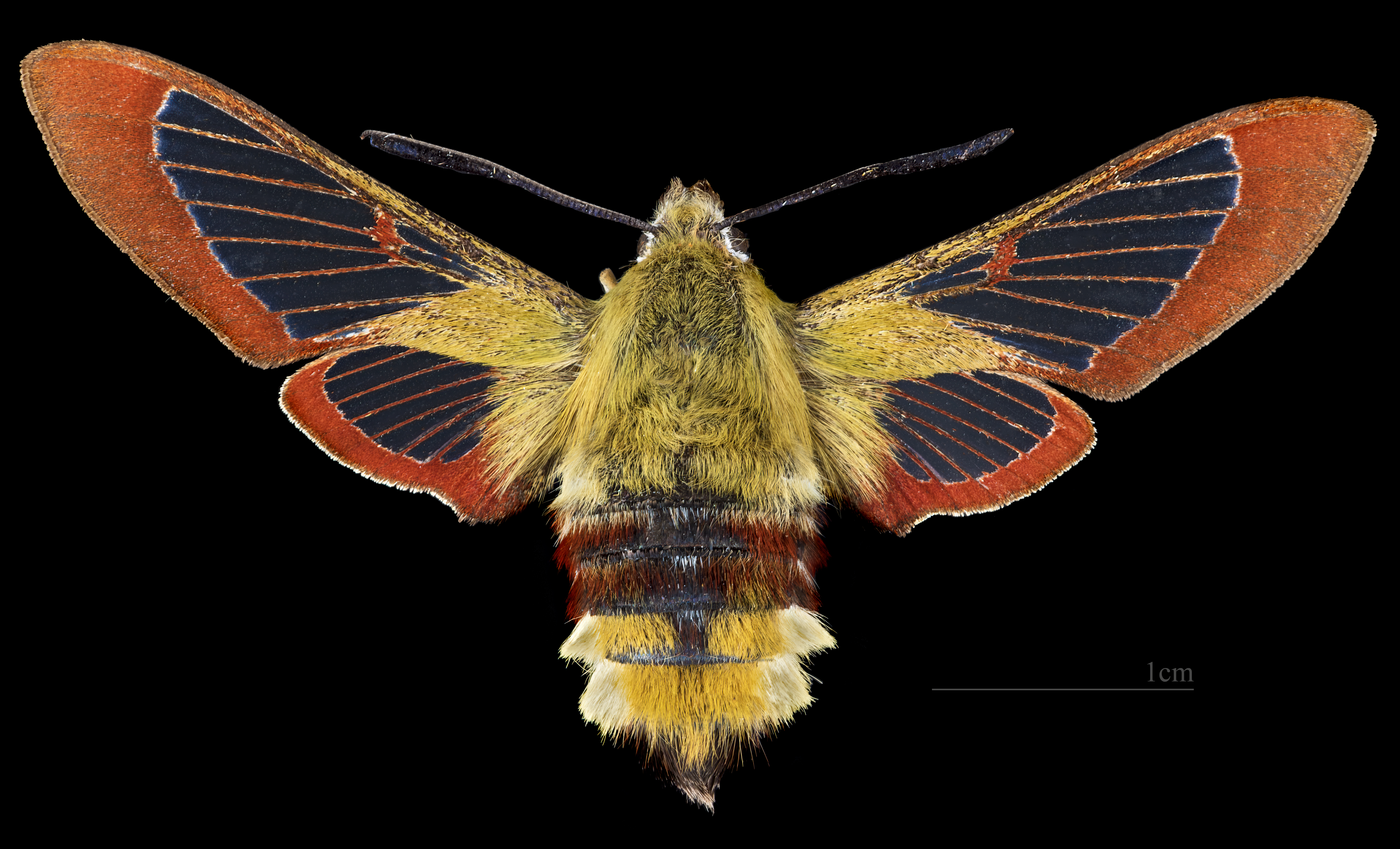
♀ △

Sải cánh dài 38–48 milimét (1,5–1,9 in). The moth gặp ở tháng 4 đến tháng 9 tùy theo địa điểm.
Ấu trùng ăn các loài kim ngân và Galium.

## Phụ loài
- Hemaris fuciformis fuciformis
- Hemaris fuciformis pseudodentata Dubatolov, 2003